# Max-Otto Lorenzen
Max-Otto Lorenzen (* 26. Juni 1950 in Tellingstedt; † 24. August 2008 in Lohra bei Marburg) war ein deutscher Philosoph der Nachmoderne und freier Publizist.

## Leben und Karriere
Max-Otto Lorenzen wurde im Kreis Dithmarschen geboren. Nach dem Abitur begann er ab 1969 ein Studium der Philosophie und Germanistik an der Universität Hamburg, das er ab 1975 an der Pädagogischen Hochschule Lüneburg fortsetzte. Für weitere Studien der französischen Philosophie ging er 1977 nach Paris. 1979 erschien seine erste, Gustav Landauer gewidmete Schrift „Der Geist der Dialektik oder die Erschöpfung der Kritik“. Ihr waren intensive Diskussionen über Anarchismus und Marxismus vorausgegangen, mit denen sich Lorenzen immer wieder auseinandersetzte.
Zur Schrift „Tagebuch eines Namenlosen“ von Pjotr Alexejewitsch Kropotkin schrieb er ein Nachwort. Schon im von ihm mit gegründeten Verlag „Die freie Gesellschaft“ in Hannover, in dem seine spätere Frau Jutta Berendt bei der Zeitschrift „Die freie Gesellschaft. Vierteljahresschrift für Gesellschaftskritik und freiheitlichen Sozialismus“ redaktionell tätig war, publizierte er regelmäßig. Für seine Veröffentlichungen übersetzte Lorenzen auch Texte von Kropotkin.
1981 ging Lorenzen zur Promotion an die Universität Marburg. Sein geisteswissenschaftlich mehrere Disziplinen umfassendes Promotionsvorhaben wurde jedoch von keiner Fakultät angenommen, so dass von Lorenzen auch keine offizielle Dissertation vorliegt. 1991 erschien sein Hauptwerk „Metaphysik als Grenzgang. Die Idee der Aufklärung unter dem Primat der praktischen Vernunft in der Philosophie Immanuel Kants“ jedoch im angesehenen Felix Meiner Verlag. Seine Arbeit zum Metaphysikbegriff bei Immanuel Kant wird regelmäßig im akademischen Diskus in den Bereichen Geschichtswissenschaft, Philosophie und Theologie rezipiert.
1997 gründete Lorenzen gemeinsam mit Helmut Welger den Verein „philoSOPHIA“, eine Plattform ohne akademische und universitäre Schranken, die allen an Philosophie Interessierten offenstehen sollte. Seit 2000 war Lorenzen Herausgeber des online erscheinenden „Marburger Forums“. Das „Marburger Forum“ brachte neben wichtigen Schwerpunktthemen Aufsätze und Essays, Rezensionen und Gespräche, Theater- und Kunstkritiken, „Das Buch des Monats“ und Berichte aus dem kulturellen Leben.
2001 erschien „Das Schwarze. Eine Theorie des Bösen in der Nachmoderne. Philosophisch-literarischer Essay von Max Lorenzen“. 2007 veröffentlichte er drei Erzählungen, die er postmodern nannte: „Krankheit. Kälte. Unsterblichkeit“. Die Arbeit an einem weiteren Buch, von dem etwa zwei Drittel bei seinem Tod vorlagen, konnte Lorenzen nicht mehr abschließen. Der Arbeitstitel lautete „Philosophie der Nachmoderne. Die Transformation der Kultur – Virtualität und Globalisierung“ mit der Einleitung „Merkmale der Gegenwartsgesellschaft“. Das erste Kapitel ist überschrieben: „Zentrumsstrukturen“, im zweiten geht es um die „Operationsweise pluraler Gefüge“. Es folgen weitere Abschnitte: „Nachmoderne Freiheit“ und „Medien: Genuss und Leistung“.
Darüber hinaus befasste sich Lorenzen auch mit Ästhetik. Eine intensivere Auseinandersetzung erfolgte mit der Malerei des Leipziger Malers Aris Kalaizis. 2007 veröffentlichte er in Bezug zu seinen Bildern das Traktat „Skizzen zu einer nachmodernen Ästhetik“ sowie das Gespräch „Mein Hauptantrieb ist meine Ungeduld“.
Max-Otto Lorenzen lebte bis zu seinem Tod als freier Publizist und Privatgelehrter. Die 1981 geschlossene Ehe mit Jutta Berendt, aus welcher zwei Töchter hervorgingen, wurde später geschieden. Lorenzen heiratete 2001 ein weiteres Mal. Er verstarb plötzlich an Herzversagen.

## Werke
- Der Geist der Dialektik oder die Erschöpfung der Kritik. Druckerei und Verlag Jürgen Otte, Hannover 1979.
- Metaphysik als Grenzgang. Die Idee der Aufklärung unter dem Primat der praktischen Vernunft in der Philosophie Immanuel Kants. Felix Meiner, Hamburg 1991.
- Das Schwarze. Eine Theorie des Bösen in der Nachmoderne. Philosophisch-literarischer Essay. Tectum Verlag, Marburg 2001.
- Krankheit. Kälte. Unsterblichkeit. Drei Erzählungen. Königshausen & Neumann, Würzburg 2007.
- Leopold Ziegler und Arnold Gehlen. Gemeinsamkeiten in Analyse und Kritik der Moderne. In: Paulus Wall (Hrsg.): Leopold Ziegler. Mythos – Logos – integrale Tradition. Königshausen & Neumann, Würzburg 2009, ISBN 3-8260-3940-8, S. 151–162.